# Leuenbergdeklarationen
Leuenbergdeklarationen eller Leuenbergkonkordin (Concorde de Leuenberg) är ett ekumeniskt dokument som antogs i Leuenberg utanför Basel i Schweiz 1973 av de större europeiska lutherska, reformerta och unierade kyrkorna. Utifrån den här överenskommelsen så är kyrkorna överens om många viktiga trosfrågor som kristologi, predestination, nattvard och rättfärdiggörelse. De kyrkor som var med bildade "Leuenberg Church Fellowship". År 2003 ändrades namnet till "Community of Protestant Churches in Europe".
För att nå enhet har man utgått från vad man är i grunden är överens om och sedan noterat att de lärostrider som reflekteras i de gamla bekännelseskrifterna med dess ömsesidiga lärofördömanden inte är tillämpligt i dag. Man har därigenom nått en lösning på de lärostrider som skilt de lutherska och reformerta kyrkorna i 450 år. . 
Svenska kyrkans biskopsmöte avvisade 1976 Leuenbergkonkordin och Svenska Missionskyrkan har inte heller signerat överenskommelsen; båda deltar dock i gemenskapen som Participating Churches.